# Juan Asenjo
Juan A. Asenjo de Leuze de Lancizolle (Santiago de Chile, 7 de octubre de 1949), es un ingeniero químico e investigador chileno, reconocido a nivel internacional. Es  fundador y coordinador del Programa de Postgrado de Ingeniería Civil Química y Biotecnología de la Universidad de Chile y director actual del Centro de Biotecnología y Bioingeniería (CeBiB), iniciativa albergada en la Facultad de Ciencias Físicas y Matemáticas y que posiciona a la Universidad de Chile como nexo del quehacer investigativo de cinco universidades estatales, desde Antofagasta hasta Puerto Montt. También fue presidente de la Academia Chilena de Ciencias(2010-2016), y elegido miembro de la National Academy of Engineering en el año 2018. 
Su trabajo de investigación en el campo de la Biotecnología se muestra en 243 publicaciones científicas internacionales, 7 patentes internacionales y 5 libros editados. Ha supervisado a un gran número de estudiantes de doctorado (55) en los Estados Unidos, Inglaterra y Chile y ha tenido 19 becarios postdoctorales. Pionero en el área de la biotecnología, obtuvo el Premio Nacional de Ciencias Aplicadas y Tecnológicas de Chile en el año 2004.

## Biografía
Nació en Santiago de Chile el 7 de octubre de 1949. Está casado con Bárbara Andrews, y tiene tres hijos. Fue el segundo hijo de Alfonso Asenjo Gómez y de Amelie de Leuze de Lancizolle. Su padre, fue un reconocido médico neurocirujano, pionero en Chile y en Latinoamérica en el ámbito de la neurocirugía, fundador del Instituto Neurocirugía e Investigaciones Cerebrales, actualmente el Instituto de Neurocirugía Dr. Alfonso Asenjo y en 1973 galardonado con el Premio Nacional de Ciencias de Chile. Este es el único caso en Chile en el cual padre e hijo reciben este reconocimiento. Su madre es alemana, nacida en Berlín. Después de haber pasado un par de años en el extranjero, sus padres deciden volver a Chile, en donde nace Juan. A los dos años tuvo poliomielitis, en una época en la cual aún no estaba desarrollada la vacuna. De esa enfermedad , le quedó una secuela en su pierna derecha. Curso sus estudios secundarios en el Colegio Alemán, en donde siempre destacó como uno de los mejores alumnos. Además, fue elegido Presidente del Centro de Alumnos, convirtiéndose en el primer Presidente del Centro de Alumnos del Colegio Alemán, con un apellido no alemán. Fue influenciado por dos profesores , de química y matemática, quienes potenciaron en él sus habilidades innatas e interés por las ciencias exactas, la física, las matemáticas.

## Formación Académica
Pese a que su padre fue un reconocido y prestigioso médico, la medicina nunca fue de su interés. Buscando una alternativa que integrara sus intereses decide entrar a estudiar Ingeniería en el año 1967 en la Universidad de Chile. En el proceso de escoger una especialización, es que se decide por la química, encontrando en ella un área que le permitía potenciar su capacidad innata de visualizar procesos complejos y descubrir sus puntos estratégicos. En el último año de carrera, en su proyecto de tesis, se encuentra con un problema que le llama muchísimo la atención, y que requería de la física para solucionar una incógnita bioquímica. Es así como empieza a trabajar con enzimas, en lo que fueron los comienzos de la biotecnología. La pregunta planteada en ese momento fue si era posible relacionar la masa de una enzima con su actividad, para tener estandarización. Su tesis de grado alcanzó niveles que él no imaginó, debido a su extraordinaria capacidad de haber integrado las dos disciplinas para dar respuesta a interrogantes que no tenían solución en ese momento. 
En 1973 egresó, y partió a la Universidad de Leeds, en Reino Unido,a realizar sus estudios de magíster. En 1975, comenzó su PhD en University College of London, universidad a la que llegó pues eran las precursoras en la creación de posgrado en el área de la biotecnología. En el año 1976, el ensayo de su tesis fue aceptado en la Chemical Engineering Science, ocupando el segundo lugar en el índice de la publicación. 
Mientras cursaba su doctorado, trabajó con dos científicos considerados fundadores de la biotecnología a nivel mundial, Peter Dunnill y Malcolm Lilly.

## Trayectoria y Carrera científica
Asenjo debía exponer en un congreso de ingeniería bioquímica en Estados Unidos. En este evento, conoce a Harry Gregor, investigador de la Universidad de Columbia, quién le ofrece el cargo de Director del Laboratorio de Ingeniería Bioquímica de la Universidad de Columbia. En 1980 y durante seis años, Asenjo y su esposa se radicaron en Nueva York, desempeñándose como Director del Laboratorio y además profesor asociado. Su gestión destaca por haber llevado a la delantera a la Universidad en el campo de la ingeniería bioquímica a nivel mundial. Ocupó el cargo de Biotechnology Counselor en la American Chemical Society y fue escogido entre los doce representantes de Estados Unidos en la USA-Japan Joint Biotechnology Conference.
En 1986, Juan Asenjo comienza a colaborar con un antiguo colega (Leo Pyle, con quien había trabajado en su tesis), creando y organizando el área de Ingeniería Bioquímica del Imperial College of London, en Reino Unido. Luego, la Universidad de Reading les ofrece la misma posibilidad, crear desde cero el área académica y de investigación en Ingeniería en Biotecnología, llevó a estudiantes chilenos a especializarse en esa institución y acuñó términos como ingeniería en proteínas y biología de sistemas, conceptos que podían ser la solución para el mal de Parkinson y otras enfermedades. Durante 10 años estuvo a cargo del Laboratorio Ingeniería en Biotecnología en esa institución, convirtiéndose en líderes en el área de separación y purificación de proteínas.
En 1996 decide volver a Chile, impulsado  por el deseo de que Chile se uniese al avance en biotecnología. Toma contacto con Igor Saavedra, en ese entonces Presidente de la Fundación Andes, quién le propone a Asenjo crear el Doctorado en Biotecnología en la Facultad de Ciencias Físicas y Matemáticas de la Universidad de Chile. Es así como surgen los primeros laboratorios de lo que es el Cebib actualmente. 
Ha sido Presidente de varios Congresos internacionales (Francia, Inglaterra) y del 12º Simposio Internacional de Biotecnología (2004), que es el evento más importante en este campo y fue la primera vez que se celebró en Latinoamérica. Sus antiguos alumnos son profesores e investigadores en universidades y centros de investigación de todo el mundo (Cornell, Iowa State, Rice, University College London, Campinas e IPT, Guanxi Univ., Oporto, Foster Wheeler, Smith, Kline Beecham, Amgen, Merck Sharp & Dohme, Wyeth, Procter and Gamble, Novo Nordisk, Antofagasta Univ., La Frontera y U. de Chile). Ha sido Copresidente de IANAS, Red Interamericana de Academias de Ciencias (2013-2019) y ha sido miembro de la CSPR (Comité para la Planificación Científica) de ICSU ahora ISC (International Science Council) con sede en París y también Miembro del Comité Ejecutivo de IAP (InterAcademy Partnership, con más de 100 Academias Nacionales de Ciencias en todo el mundo).
Es miembro del Comité de Redacción de 7 revistas científicas internacionales en biotecnología y bioingeniería: 
Biotechnology and Bioengineering, Biotechnology Advances, Enzyme and Microbial Technology, Bioprocess and Biosystems Engineering, Biotechnology Letters, Bioseparation, Journal of Microbiology and Biotechnology.

## Contribuciones Científicas Destacadas
Una de sus contribuciones científicas es el hallazgo y desarrollo de enzimas antárticas extraídas del sistema digestivo del kril, y luego , aplicando la biotecnología, convertidas en bacterias genéticamente modificadas. Esto fue patentado en EE.UU, y se sigue investigando con ellas, en proyectos en alianza con empresas privadas. 
Uno de sus principales proyectos ha sido el uso de enzimas de origen marino y antártico para el desarrollo de detergentes que funcionen a bajas temperaturas. Con esta iniciativa se pretende potenciar el ahorro de energía, ya que “en Chile se realizan cerca de un millón de lavados al día con temperaturas aproximadas de 60 °C. Si se hicieran a 20 °C el ahorro de energía sería notable. Además, en muchas partes del mundo se lava a bajas temperaturas, por lo que nuestro desarrollo permite hacerlo en forma más eficiente”.
Luego vino el trabajo contra el alcoholismo, basándose en que los orientales no asimilan el alcohol, porque les falta una enzima que es parte de. Usando esta mutación genética, se desarrolló una terapia que hacía que la persona presentara náuseas, mareos y dolor de cabeza. Esto pensado en que podría contrarrestar el alcoholismo. 
Durante su trabajo en la Universidad de Reading, uno de sus mayores logros fue predecir mediante un sistema computacional la forma más racional y perfecta de purificar las proteínas que se estaban fabricando, como la insulina y la hepatitis B

### El descubrimiento deStreptomyces asenjonii
Junto a Alan Bull y Michael Goodfellow, se adentraron en el desierto de Atacama buscando bacterias que resistiesen condiciones extremas. La idea era encontrar microorganismos que pudieran ser usados como antibióticos o anticancerígenos. Mediante un largo trabajo en conjunto con los investigadores extranjeros, deciden bautizar esta bacteria en su nombre, en honor y reconocimiento a su lucha por dar valor a la biodiversidad de nuestro país. Esta bacteria aún es materia de investigación.

## Publicaciones
Juan A. Asenjo ha escrito 243 artículos científicos, de los cuales 223 están referenciados en Scopus y 243 en Web of Science.

### Artículos publicados
1.      Asenjo, J.A., Munoz R., and Pyle, D.L. (1977) On the transition from a fixed to a spouted bed.  Chem. Eng. Sci., 32, 109-117.
2. 	Halling, P.J., Asenjo, J.A., and Dunnill, P. (1979) Non-porous magnetic supports for proteases, cell-lytic enzymes and ribonuclease: limits of reactant size. Biotechnol. Bioeng., 21, 2359-2363.
3. 	Asenjo, J.A. (1980) Continuous isolation of yeast-lytic enzymes. In:"Enzyme Engineering," Vol. 5 (H. Weetall and G. Royer, eds.), p. 49-55, Plenum Press, New York.
4. 	Asenjo, J.A., Dunnill, P., and Lilly, M.D.  (1981) The production of yeast-lytic enzymes by Cytophaga in batch culture.  Biotechnol. Bioeng., 23, 97-109.
5. 	Asenjo, J.A. and Dunnill, P. (1981) The isolation of lytic enzymes from Cytophaga sp. and their application to the rupture of yeast cells. Biotechnol. Bioeng., 23, 1045-1056.
6. 	Asenjo, J.A. (1981) Process for the production of yeast-lytic enzymes and the disruption of whole yeast cells. In:  "Advances in Biotechnology,", Vol. 3 (C. Vezina and K. Singh, eds.). p. 295-300, Pergamon Press.
7.	Contreras, I., Gonzalez, R., Ronco, A., and Asenjo, J.A.  (1982). Cellulolytic enzymes for the hydrolysis of leached beet cosette. Biotech. Lett., 4, 51-56.
8.	Hernández, R. and Asenjo, J.A. (1982) Production and characterization of an enzymatic hydrolysate of skim milk lactose and proteins. J. Food Sci., 47, 1895 -1898 and 1911. 
9.	Asenjo, J.A., Szuhay, J., and Chiu, D. (1982) Growth and citric acid production by Candida guilliermondii using a cellulose substrate. Biotechnol. Bioeng., S12, 111-120.
10.	Asenjo, J.A. and Jew, C. (1983) Primary metabolite or microbial protein from cellulose.  Conditions, kinetics and modelling of the simultaneous saccharification and fermentation of citric acid. Ann.  N.Y. Acad. Sci., 413, 211-217.
11.	Asenjo, J.A. (1983) Maximizing the formation of glucose in the enzymatic hydrolysis of insoluble cellulose.  Biotechnol. Bioeng., 25,  3185-3190.
12.	Asenjo, J.A. (1983) Process kinetics and bioreactor design for the direct bioconversion of cellulose into microbial products. Biotechnol. Bioeng., S13, 449-456.
13.	Asenjo, J.A. (1984) Modeling the bioconversion of cellulose into microbial products: rate limitations.  Process Biochem. 19, 217-224.
14.	LeCorre, S., Andrews, B.A. and Asenjo, J.A. (1985) Use of a lytic enzyme system from Cytophaga sp. in the lysis of Gram- positive bacteria. Enzyme Microb. Technol. 7, 73-78.
15.	Asenjo, J.A., Amar, M., Cartagena, N., King, J., Hiche, E., and Stekel, A. (1985) Use of a heme-iron concentrate in the fortification of biscuits. J. Food Sci., 50, 794-798.
16.	Asenjo, J.A., Andrews, B.A., Hunter, J.B. and LeCorre, S. (1985) Microbial cell-lytic enzyme systems: production and reaction kinetics.  Process Biochem. 20, 158-164.
17.	Asenjo, J.A. and Suk, J. (1985) Kinetics and models of the bioconversion of Methane into an intracellular polymer, Poly-ß-hydroxybutyrate (PHB), Biotechnol. Bioeng. S15, 225-234.
18.	Enzminger, J.D. and Asenjo, J.A. (1986) Use of cell recycle in the aerobic fermentative production of citric acid by yeast.  Biotech. Lett., 8, 7-12.
19.	Asenjo, J.A., Spencer, J.L. and Phuvan, V. (1986) Optimization of the simultaneous saccharification and fermentation of an insoluble substrate into microbial metabolites.  Ann. N.Y. Acad. Sci. 469, 404-420.
20.	Andrews, B.A. and Asenjo, J.A., (1986) Synthesis and regulation of extracellular β(1-3) glucanase and protease by Cytophaga sp. in batch and continuous culture.  Biotechnol. Bioeng. 28, 1366-1375.
21.	Hunter, J.B. and Asenjo, J.A., (1986) Structured and simple models of enzymatic lysis and disruption of yeast cells, in "Separations, Recovery and Purification in Biotechnology; Recent Advances and Mathematical Modeling", Eds. J.A. Asenjo and J. Hong, ACS books, Vol 314, Washington, 9-31.
22.	Asenjo, J.A. and Suk, J., (1986) Microbial conversion of methane into poly-ß hydroxybutyrate (PHB): growth and intracellular product accumulation in a type II methanotroph. J. Ferment. Technol. 64, 271-278.
23.	Hunter, J.B. and Asenjo, J.A. (1987) Kinetics of enzymatic lysis and disruption of yeast cells: 1. Evaluation of two lytic systems with different properties.  Biotechnol. Bioeng. 30, 471-480.
24.	Hunter, J.B. and Asenjo, J.A. (1987) Kinetics of  enzymatic lysis and disruption of yeast cells: 2. A simple model of lysis  kinetics. Biotechnol. Bioeng. 30, 481-490.
25.	Andrews, B.A., and Asenjo, J.A. (1987) Continuous culture studies of the synthesis and regulation of extracellular (1-3) glucanase and protease enzymes from Oerskovia xanthineolytica. Biotechnol. Bioeng. 30, 628-637.
26.	Andrews, B.A. and Asenjo, J.A. (1987) Enzymatic lysis and disruption of microbial cells.  Trends in Biotechnol. 5, 273-277.
27.	Andrews, B.A. and Asenjo, J.A. (1987) Production of enzyme systems in   continuous culture for the controlled lysis of microbial cells. Ann.  N.Y. Acad. Sci.  506, 637-641.
28.	Hunter, J.B. and Asenjo, J.A. (1987) Distributed model of enzymatic lysis and disruption of yeast cells.  Ann. N.Y. Acad. Sci., 506, 649-656.
29.	Hunter, J. B. and Asenjo, J.A. (1988) A structured mechanistic model of the  kinetics of enzymatic lysis and disruption of yeast cells. Biotechnol. Bioeng. 31, 929-944.
30.	Liu, L.C.,  Prokopakis, G.J. and Asenjo, J.A. (1988) Optimization of enzymatic  lysis of yeast.  Biotechnol. Bioeng., 32, 1113-1127. 
31.	Asenjo, J.A. Andrews, B.A. and Pitts, (1988) J.M. Design of enzyme systems for selective product release from microbial cells: isolation of a recombinant protein from yeast. Ann. N.Y. Acad. Sci. 542, 140-152.
32.	Asenjo, J. A. and Andrews, B.A. (1989) Design and use of enzyme systems for selective product release from microbial cells. Bioproducts and Bioprocesses. Eds. A. Fiechter et al., Spinger Verlag, 223-234.  
33.	Head, D.M. Andrews, B.A. and Asenjo, J.A. (1989) Epoxy oxyrane activation of PEG for protein ligand coupling. Biotech. Techniques, 3, 27-32.
34.	Asenjo, J.A., Herrera, L. and Byrne, B. (1989) Development of an Expert System for selection and synthesis of protein purification processes.  J. Biotechnol., 11, 275-298.
35.	Andrews, B.A. and Asenjo, J.A. (1989) Aqueous two phase partitioning in "Protein Purification Methods: a Practical Approach" Eds. E.L.V. Harris and S. Angal, IRL press, p. 161-174. 
36.	Asenjo, J.A. and Patrick, I. (1990) Large Scale Protein Purification, Chapter 1 in "Protein Purification Applications: a Practical Approach" Eds, E.L.V.  Harris and S. Angal, IRL press. p. 1-28.
37.	Asenjo, J.A. and Andrews, B.A. (1990) Enzymatic Cell Lysis for Product Release in "Separation Processes in Biotechnology" Ed. J.A. Asenjo, Marcel; Dekker, New York, p.143-175.
38.	Prokopakis, G.J. and Asenjo, (1990) J.A. Synthesis of Downstream Processes, in "Separation Processes in Biotechnology" Ed. J.A. Asenjo, Marcel Dekker, New York, p.571-601. 
39.	Hunter, J.B. and Asenjo, J.A. (1990)  A population balance model of enzymatic lysis  of microbial cells.  Biotechnol. Bioeng. 35,31-42.
40.	Asenjo, J.A. (1990) Selection of Operations in Separation Processes  in  "Separation Processes in Biotechnology" Ed. J.A. Asenjo, Marcel Dekker, New York, p.3-16.
41.	Andrews, B.A., Head, D.M., Dunthorne, P and Asenjo, J.A. (1990) PEG activation and ligand binding for the affinity partitioning of proteins in aqueous two-phase systems.  Biotechnol. Techniques, 4, 49-54.
42.	Ventom, A.M. and Asenjo, J.A.. (1990) Purification of the major glucanase of Oerskovia xanthineolytica LL-G109. Biotechnol. Techniques, 4, 165-170.
43.	Ventom, A.M. and Asenjo, J.A. (1990) Two extracellular proteases from Oerskovia xanthineolytica LL-G109. Biotechnol. Techniques, 4, 171-176.
44.	Franco, T., Andrews, B.A., Cascone, O., Hodgson, C., Andrews, A.T. and Asenjo, J.A. (1990) Affinity Separation of Proteins in Aqueous Two-Phase Systems, in Separations for Biotechnology II, Ed. D.L. Pyle, Elsevier. p. 335-344.
45.	Asenjo, J.A. (1990) The Rational Design of Large Scale Protein Separation Process, in Separations for Biotechnology II, Ed. D.L. Pyle, Elsevier. p.. 519-528.
46.	Andrews, B.A., Huang, R. and Asenjo, J.A. (1990) Differential Product Release from Yeast Cells By Selective Enzymatic Lysis, in Separations for Biotechnology II, Ed. D.L. Pyle, Elsevier. p. 21-28.
47.	Asenjo, J.A. (1990) Cell Disruption and Removal of Insolubles, in Separations for Biotechnology II, Ed. D.L. Pyle, Elsevier, p. 11-20.
48.	Ventom, A.M. and Asenjo, J.A. (1991)   Characterization of yeast lytic enzymes from Oerskovia xanthineolytica LL-G109. Enzyme Microb. Technol.  13, 71-75.
49.	Andrews, B.A., Huang, R. and Asenjo, J.A. (1991)  Differential Product Release from Yeast Cells by Selective Enzymatic Lysis, in Biologicals from Recombinant Microorganisms and Animal Cells - New Strategies in Production and Recovery, Eds. M. White, S. Reuveny and A. Shaffermann, VCH Publishers, Germany, p.307-321. 
50.	Asenjo, J.A., Franco, T., Andrews, A.T. and Andrews, B.A. (1991) Affinity Separation of Proteins in Aqueous Two-Phase Systems, in Biologicals from Recombinant Microorganisms and Animal Cells - New Strategies in Production and Recovery, Eds. M. White, S. Reuveny and A. Shaffermann, VCH Publishers, Germany, p. 439-454.
51.	Cascone, O., Andrews, B.A. and Asenjo, J.A. (1991) Partition and purification of thaumatin in aqueous two-phase systems. Enzyme Microb. Technol. 13, 629-635.
52.	Asenjo, J.A., Sun, W.H. and Spencer, J.L. (1991) Optimization of batch processes involving simultaneous enzymatic and microbial reactions.  Biotechnol.  Bioeng. 37, 1087-1094.
53.	Huang, R.B., Andrews, B.A. and Asenjo, J.A. (1991) Differential product release (DPR) of proteins from yeast: a new technique for selective product recovery.  Biotechnol. Bioeng. 38, 977-985.
54.	Asenjo, J.A., Parrado, J. and Andrews, B.A. (1991) The rational design of purification processes for recombinant proteins. in Ann. N.Y. Acad. Sci., 646, 334-356.
55.	Torner, M.J and Asenjo, J.A. (1991) Kinetics of enzyme release from breadmaking yeast cells in a bead mill.  Biotechnol. Techniques. 5, 101-106.
56.	Asenjo, J.A. (1991). The Rational Design of Large Scale Protein Separation Sequences in: Upstream and Downstream Processing in Biotechnology III, Eds. A. Huyghebaert and E. Vandamme, Royal Flemish Society of Engineers, Antwerpen. p. 4.7-4.17.
57.	Andrews, B.A., Torner, M.J. and Asenjo, J.A. (1991). Differential Product Release from Yeast Cells by Selective Enzymatic Lysis. in: Upstream and Downstream Processing in Biotechnology III, Eds. A. Huyghebaert and E.Vandamme, Royal Flemish Society of Engineers, Antwerpen. p.3.1-3.12. 
58.	Asenjo, J.A. and Maugeri, F. (1992) An Expert System for Selection and Synthesis of Protein Purification Processes. in: "Frontiers in Bioprocessing II", Eds. P. Todd, S. Sikdar, and M. Bier, ACS books Washington, p. 358-379. 
59.	Rodriques, I., Zaror, C.A., Maugeri, F. and Asenjo, J.A. (1992) Dynamic  modelling, simulation and control of continuous adsorption recycle extraction. Chem. Eng. Sci., 47, 263-269
60.	Torner, M.J., Andrews, B.A. and Asenjo, J.A. (1992). Kinetics of protein release from yeast using enzymatic lysis for selective product recovery. Biotechnol. Techniques., 6, 371-376.
61.	Asenjo, J.A. (1992). Separation Processes in Biotechnology. in: "Profiles on Biotechnology", Eds. T.G. Villa and J. Abalde. Publications of the Univ.of Santiago de Compostela, Spain, p.505-522.
62.	Leser, E.W. and Asenjo, J.A. (1992). Rational design of purification processes for recombinant proteins. J. of Chromatography, 584, 35-42. 
63.	Asenjo, J.A., Ventom, A.M., Huang, R.B. and Andrews, B.A. (1993) Selective release of recombinant protein particles (VLPs) from yeast using a pure lytic glucanase enzyme. Bio/Technology. 11, 214-217. 
64.	Asenjo, J.A. (1993) Cell Disintegration. in: Recovery of Bioproducts, Ed. G. Schmidt-Kastner, SCI publications, London, p.26-35. 
65.	Mistry, S.L., Asenjo, J.A. and Zaror, C.A. (1993) Mathematical modelling and simulation of aqueous two-phase continuous protein extraction. Bioseparation, 3, 343-358.
66.	A.S. Schmidt, A.M. Ventom and J. Asenjo (1994), Partitioning and purification of  α-amylase in aqueous two-phase systems, Enzyme Microb. Technol., 16, 131-142.
67.	Leser, E.W. and Asenjo, J.A. (1994). The rational selection of purification processes for proteins: an expert system for downstream processing design. Ann. N.Y. Acad. Sci., 721, 337-347.
68.	Andrews, B.A., Pyle, D.L. and Asenjo, J.A. (1994) The effects of pH and ionic strength on the partitioning of four proteins in reverse micelle systems. Biotechnol. Bioeng., 43, 1052-1058.
69.	Watanabe, E., Tsoka, S. and Asenjo, J.A. (1994) Selection of chromatographic protein purification operations based on physicochemical properties. Ann. N.Y. Acad. Sci., 721, 348-364.
70.	Asenjo, J.A., Schmidt, A.S., Hachem, F. and Andrews, B.A. (1994). Model for predicting the partition behaviour of proteins in aqueous two-phase systems. J. of Chromatography, 668, 47-54.
71.	Asenjo, J.A., Turner, R.E., Mistry, S.L. and Kaul, A. (1994). Separation and purification of recombinant proteins from E. coli using aqueous two-phase systems. J. of Chromatography, 668, 129-137.
72.	Lye, G.J., Asenjo, J.A. and Pyle, D.L. (1994). Protein extraction using reverse micelles: kinetics of protein partitioning. Chem. Eng. Sci., 49, 3195-3204.
73.	Asenjo, J.A., Leser, E. and Andrews, B.A. (1994). New Perspectives in Bioseparations, in: Separation Technology: The Next Ten Years, Ed. J. Garside, Inst. Chem. Eng., Rugby, U.K., p. 97-131.
74.	Mistry, S.L., Merchuk, J.C. and Asenjo, J.A. (1994). Mathematical Modelling and 	Computer Simulation of Continuous Aqueous Two-phase Extraction,in: Separations 	for Biotechnology 3, Ed. D.L. Pyle, Roy. Soc. Chem., Cambridge, p. 321-328.  
75.	Andrews, A.T., Noble, I.  Keeratipibul, S., and Asenjo, J.A. (1994) Physicochemical properties of the main matrix proteins of three important culture vehicles. Biotechnol. Bioeng., 44, 29-37.
76.	Leser, E.W. and Asenjo, J.A. (1994) Protein recovery, separation and purification. 	Selection of optimal techniques using an expert system. Mem. Inst. Oswaldo Cruz., 	89, 99-109. 
77.	Schmidt, A.S. and Asenjo, J.A. (1994). Modelling the Partition Behaviour of  Proteins in Aqueous Two-phase Systems, in: Separations for Biotechnology 3, Ed. D.L. Pyle, Roy. Soc. Chem., Cambridge, p. 462-468.  
78.	Regalado, C., Asenjo, J.A. and Pyle, D.L. (1994) Protein extraction by reverse micelles. Studies on the recovery of horseradish peroxidase. Biotechnol. Bioeng., 44, 674-681.
79.	Turner, R.E., Baines,B.S. and Asenjo, J.A. (1994). Physico-chemical Database Development for Baculovirus-produced Proteins: The Rational Design of Large Scale Protein Purification, in: Separations for Biotechnology 3, Ed.D.L. Pyle, Roy. Soc. Chem., Cambridge, p. 518-524.  
80.	Regalado, C., Asenjo, J.A., Pyle, D.L., Trinca, L.A. and Gilmour, S. (1994) Protein extraction by reverse micelles. horseradish peroxidase recovery maximization by surface response methodology, and denaturation studies. Trans.Inst. Chem. Eng.,72 (C), 123-134.
81.	Ferrer, P., Mir, N., Shene, C., Halkier, T., Diers, I., Savva, D. and Asenjo, J.A. (1994). An Integrated Approach for the Cloning, Over expression and Use of Lytic Glucanases for the Selective Protein Recovery from Yeast Cells, in: Separations for Biotechnology 3, Ed.D.L. Pyle, Roy. Soc. Chem., Cambridge, p. 159-165.
82.	Kaul, A. and Asenjo, J.A. (1994). Partition of Soluble Proteins from E. coli in Polyethylene Glycol-salt Two-phase Systems, in: Separations for Biotechnology 3, Ed. D.L. Pyle, Roy. Soc. Chem., Cambridge, p. 235-341.  
83.	Merchuk, J.C. and Asenjo, J.A. (1995). Design of a Bioreactor System: Overwiew. in: Bioreactor System Design. Eds. J.A. Asenjo and J.C. Merchuk. Marcel Dekker, New York, p. 1-12.
84.	Merchuk, J.C. and Asenjo, J.A. (1995). Fundamentals of Bioreactor Design. in: Bioreactor System Design. Eds. J.A. Asenjo and J.C. Merchuk. Marcel Dekker, New York, p. 139-206.
85.	Merchuk, J.C. and Asenjo, J.A. (1995) The Monod equation and mass transfer. Biotechnol. Bioeng., 45, 91-94. 
86.	Vazquez-Lima, F., Pyle, D.L. and Asenjo, J.A. (1995) Factors affecting the esterification of lauric acid using an immobilized biocatalyst: enzyme characterization and studies in a well-mixed reactor. Biotechnol. Bioeng., 46, 69-79.
87.	Asenjo, J.A., Schmidt, A.S., Andersen, P.R. and Andrews, B.A. (1995). Effect of single nutrient limitation on poly-ß-hydroxybutyrate (PHB) molecular weight distribution in Alcaligenes eutrophus. Biotechnol. Bioeng., 46, 497-502.
88.	Andrews, B.A., Huang, R.-B. and Asenjo, J.A. (1995). Purification of virus like particles from yeast cells using aqueous two-phase systems. Bioseparation, 5, 105-112.
89.	Lye, G.J., Asenjo, J.A. and Pyle, D.L. (1995). Extraction of lysozyme and ribonuclease-a using reverse micelles: limits to protein solubilization. Biotechnol. Bioeng., 47, 509-519.
90.	Kaul, A., Pereira, R.A.M., Asenjo, J.A. and Merchuk, J.C. (1995) Kinetics of phase separation for polyethylene glycol-phosphate two-phase systems. Biotechnol. Bioeng., 48, 246-256.
91.	Franco, T.T., Andrews, A.T. and Asenjo, J.A. (1996) Conservative chemical modification of proteins to study the effects of a single protein property on partitioning in aqueous two-phase systems. Biotechnol. Bioeng., 49, 290-299.	
92.	Franco, T.T., Andrews, A.T. and Asenjo, J.A. (1996) Use of chemically modified 	proteins to study the effect of a single protein property on partitioning in aqueous two-phase systems: effect of surface hydrophobicity. Biotechnol. Bioeng., 49, 300-308.
93.	Franco, T.T., Andrews, A.T. and Asenjo, J.A. (1996) Use of chemically modified 	proteins to study the effect of a single protein property on partitioning in aqueous two-phase systems: effect of surface charge. Biotechnol. Bioeng., 49, 309-315.
94.	Leser, E.W. and Asenjo, J.A. (1996) Process Integration in Biotechnology, in Downstream Processing of Natural Products: A Practical Handbook. Ed.: M.S. Verrall, John Wiley, New York., p. 123-138.
95.	Regalado, C., Asenjo, J.A. and Pyle, D.L. (1996) Studies on the purification of peroxidase from horseradish roots using reverse micelles. Enzyme Microb. Technol., 18, 332-339.
96.	Ferrer, P., Hedegaard, L., Halkier, T., Diers, I., Savva, D. and Asenjo, J.A. (1996) Molecular cloning of a lytic β-1,3-glucanase gene from Oerskovia xanthineolytica LLG109. Ann. N.Y. Acad. Sci., 782, 556-566 .
97.	Leser, E.W., Lienqueo, M.E. and Asenjo, J.A. (1996) Implementation in an Expert System of selection rationale for purification processes for recombinant proteins. Ann. N.Y. Acad. Sci., 782, 441-455.
98.	Shene, C., Mir, N., Andrews, B.A. and Asenjo, J.A. (1996) Mathematical modelling of the synthesis of a cloned lytic β-1,3-Endoglucanase in Bacillus subtilis. Ann. N.Y. Acad. Sci., 782, 334-349.
99.	Lye, G.J, Asenjo, J.A. and Pyle, D.L. (1996) Reverse micellar mass-transfer processes: spray column extraction of lysozyme. AIChE Journal, 42, 713-726.
100.	Lienqueo, M.E., Leser, E.W. and Asenjo, J.A. (1996) An Expert System for the Selection and Synthesis of Multistep Protein Separation Processes. Comput. Chem. Engng., 20, S189-S194.
101.	Schmidt, A.S., Andrews, B.A. and Asenjo, J.A. (1996) Correlations for the partition behaviour of proteins in aqueous two-phase systems. Effect of overall protein concentration. Biotechnol. Bioeng., 50, 617-626.
102.	Asenjo, J.A., Sun, W-H. and Spencer, J.L. (1996) Optimal control of batch processes involving simultaneous enzymatic and microbial reactions. Bioproc. Engin., 14, 323-329. 
103.	Mistry, S.L., Kaul, A., Merchuk, J.C. and Asenjo, J.A. (1996) Mathematical Modelling and Computer Simulation of Aqueous Two-Phase Continuous Protein Extraction. J. Chromatography A, 741, 151-163.
104.	Asenjo, J.A. and Chaudhuri, J.B. (1996) Innovative Separation Methods in Bioprocessing, in Separation Processes in the Food and Biotechnology Industries: Principles and Applications. Ed.: A.S. Grandison and M.J. Lewis, Woodhead Publ. Limited, Cambridge, U.K., p. 179-206.
105.	Ferrer, P., Halkier, T., Hedegaard, L., Savva, D., Diers. I. and Asenjo, J.A. (1996) Nucleotide sequence of a β-1,3-glucanase isoenzyme IIA gene of Oerskovia xanthineolytica LL G109 (Cellulomonas cellulans) and initial characterization of the recombinant enzyme expressed in Bacillus subtilis. J. Bacteriology., 178, 4751-4757.
106.	Parrado, J., Escuredo, P.R., Conejero-Lara, F. Kotik, M., Ponting, C.P., Asenjo, J.A. and Dobson, C.M. (1996) Molecular characterisation of a thermoactive β-1,3-glucanase from  Oerskovia xanthineolytica. Biochim. Biophys. Acta, 1296, 145-151.
107.	Andrews, B.A. and Asenjo, J.A. (1996) Protein partitioning equilibrium between the aqueous PEG and salt phases and the solid protein phase in PEG/salt two-phase systems. J. Chromatography B, 685, 15-20.  
108.	Hachem, F., Andrews, B.A. and Asenjo, J.A. (1996) Hydrophobic partitioning of proteins in aqueous two-phase systems. Enzyme Microb. Technol., 19, 507-517.
109.	Vazquez-Lima, F., Pyle, D.L. and Asenjo, J.A. (1997) Reaction kinetics of the esterification of lauric acid in iso-octane using an immobilized biocatalyst. Appl. Biochem. Biotechnol., 61, 411-422.
110.	Andrews, B.A., Nielsen, S. and Asenjo, J.A. (1996) Partitioning and purification of monoclonal antibodies in aqueous two-phase systems. Bioseparation, 6, 303-313.
111.	Harris, D.P., Andrews, A.T., Wright, G., Pyle, D.L. and Asenjo, J.A. (1997) The application of aqueous two-phase systems to the purification of pharmaceutical proteins from transgenic sheep milk. Bioseparation, 7, 31-37.
112.	Rodrigues, M.I., Maciel-Filho, R., Asenjo, J.A., Zaror, C.A. and Maugeri, F. (1997) A procedure for feasible and optimal operational strategies for control of CARE systems. J. Chem.Technol. Biotechnol. , 69, 254-260.
113.	Ferrer, P., Diers, I., Asenjo, J.A. and Andrews, B.A. (1998) Yeast cell permeabilizing β -1,3-glucanases: a tool for the integration of downstream processes and metabolic engineering applications to yeast. Biotechnol. Bioeng., 58, 321-324.
114.	Merchuk, J.C., Andrews, B.A. and Asenjo, J.A. (1998) Aqueous two-phase systems for protein separation: studies on phase inversion. J. Chromatography, 711, 285-293. 
115.	Salamanca, M.H., Merchuk, J.C., Andrews, B.A. and Asenjo, J.A. (1998) On the kinetics of phase separation in aqueous two-phase systems. J. Chromatography, 711, 319-329.
116.	Shene, C., Andrews, B.A. and Asenjo, J.A. (1999) Fed batch fermentations of Bacillus subtilis ToC46 (pPFF1) for the synthesis of a recombinant β-1,3- glucanase: Experimental study and modelling. Enz. Microb. Technol., 24, 247-254.
117.	Huenupi,E., Gómez, A., Andrews, B.A. and Asenjo, J.A. (1999) Optimization and design considerations of two-phase continuous protein separation. J. Chem.Technol. Biotechnol., 74, 256-263.
118.	Lienqueo, M.E., Salgado, J.C. and Asenjo, J.A. (1999) An Expert System for selection of protein purification processes: experimental validation. J. Chem. Technol. Biotechnol., 74, 293-299.
119.	Salazar, O., Molitor, J.and Asenjo, J.A. (1999) Cloning and expression of an Oerskovia xanthineolytica –1,3-glucanase in Escherichia coli. Biotech. Letts., 21, 797-802.
120.	Montagna, J.M., Vecchietti, A., Iribarren, O.A., Pinto J.M. and Asenjo, J.A. (2000) Optimal design of protein production plants with time and size factor process models. Biotechnol. Progress, 16, 228-237.   
121.	Shene, C., Mir, N., Andrews, B.A. and Asenjo (2000) Effect of the growth conditions on the synthesis of a recombinant -1,4-endoglucanase in continuous and fed-batch culture. Enz. Microb. Technol., 27, 248-253.
122.	Graber, T.A., Andrews, B.A. and Asenjo, J.A. (2000) Model for the partition of metal ions in aqueous two-phase systems. J. Chromatography B, 743, 57-64.
123.	Taboada, M.E., Graber, T.A., Asenjo, J.A. and Andrews, B.A. (2000) Drowning-out crystallisation of sodium sulphate using aqueous two-phase systems. J. Chromatography B, 743, 101-105.
124.	Asenjo, J.A., Montagna, J.M., Vecchietti, A.R., Iribarren, O.A. and Pinto, J.M. (2000) Strategies for the simultaneous optimization of the structure and the process variables of a protein production plant. Comput. Chem. Engng., 24, 2277-2290.
125.	Lienqueo, M.E. and Asenjo, J.A. (2000) Use of expert systems for the synthesis of downstream protein processes. Comput. Chem. Engng., 24, 2339-2350.
126.	Andrews, A.T., Harris, D.P., Wright, G, Pyle, D.L. and Asenjo, J.A. (2000) Affinity gel electrophoresis as a predictive technique in the fractionation of transgenic sheep milk proteins by affinity aqueous two-phase partitioning  Biotechnol. Letts., 22, 1349–1353.
127.	Taboada, M.E., Asenjo, J.A. and Andrews, B.A. (2001) Liquid-liquid and liquid-liquid-solid equilibria in PEG + Na2CO3 + water. Fluid Phase Equil., 108, 273-280.
128.	Gonzalez, R., Asenjo, J.A. and Andrews, B.A. (2001) Metabolic control analysis of monoclonal antibody synthesis. Biotechnol. Progress., 17, 217-226.
129.	Graber, T.A., Taboada, M.E., Andrews, B.A. and Asenjo, J.A. (2001) Influence of molecular weight of the polymer in the liquid-liquid equilibrium of the poly(ethylene glycol) + NaNO3 + H20 system at 298.15 K. J. Chem. Eng. Data., 46, 765 – 768.
130.	Pinto, J.M., Montagna, J.M., Vecchietti, A.R., Iribarren, O.A. and Asenjo, J.A. (2001) Process performance models in the optimization of multiproduct protein production plants. Biotechnol. Bioeng., 74, 451-465.
131.	Salazar, O., Molitor, J., Lienqueo, M.E. and Asenjo, J.A. (2001) Overproduction, purification and characterization of -1,3-glucanase type II in Escherichia coli. Protein Express. and Purif., 23, 219-225.
132.	Graber, T.A., Galleguillos, H., Asenjo, J.A. and Andrews, B.A. (2002) Refractive Index, Density, and Viscosity in the NaNO3 + H2O + Poly(ethylene glycol) System at various Temperatures. J. Chem. Eng. Data, 47, 174 – 178.
133.	Asenjo, J.A., Mistry, S.L., Andrews, B.A. and Merchuk, J.C. (2002) Phase separation rates of aqueous two-phase systems: correlation with system properties. Biotechnol. Bioeng.79, 217-223.
134.	González, R., Andrews, B.A. and Asenjo, J.A. (2002) Kinetic model for BiP- and PDI- mediated protein folding and assembly. J. Theor. Biol., 214, 529-537.
135.	Salamanca, M.H., Barria, C., Asenjo, J.A. and Andrews, B.A. (2002) Isolation, purification and preliminary characterization of cryophilic proteases of marine origin. Bioseparation. 10, 237 – 241.
136.	Berggren, K., Wolf, A., Asenjo, J.A., Andrews, B.A. and Tjerneld, F. (2002) The surface exposed amino acid residues of monomeric proteins determine the partitioning in aqueous two-phase systems. Biochim. Biophys. Acta.  1596, 253-268.
137.	Lienqueo, M.E., Mahn A. and Asenjo J.A. (2002) Mathematical correlations for predicting protein retention times in hydrophobic interaction chromatography. J. Chromatography A, 978, 71-79.
138.	González, R., Andrews, B.A., Molitor, J. and Asenjo, J.A. (2003) Metabolic analysis of the synthesis of high levels of intracellular human SOD in S. Cerevisiae rhSOD 2060 411 SGA122. Biotechnol. Bioeng. 82, 152-169.  
139.	Shene, C., Andrews B.A. and Asenjo J.A., (2003) Study of recombinant microorganism populations characterized by their plasmid content per cell using a segregated model. Bioprocess and Biosyst. Eng. 25, 333-340.
140.	Lienqueo, M.E., Mahn A., Vásquez L. and Asenjo J.A., (2003) Methodology for predicting the separation of proteins by hydrophobic interaction chromatography and its application to a cell extract. J. Chromatography A, 1009, 189 -196.
141.	Olivera-Nappa, A, Andrews, B.A. and Asenjo J.A., (2004) A mixed mechanistic-electrostatic model to explain pH dependence of glycosyl hydrolase enzyme activity. Biotechnol.Bioeng., 86, 573 – 586.
142.	Asenjo, J.A. and Andrews, B.A. (2004) Is there a Rational Method to Purify Proteins? : From Expert Systems to Proteomics. J.of Molecular Recognition, 17, 236-247.
143.	Iribarren, O.A., Montagna, J.M., Vecchietti, A.R., Andrews, B.A., Asenjo J.A., and Pinto J.M. (2004) Optimal Process Synthesis for the Production of Multiple Recombinant Proteins. Biotechnology  Progress 20 , 1032 – 1042.
144.	Mahn, A., Lienqueo, M.E. and Asenjo, J.A. (2004) Effect of Surface Hydrophobicity Distribution on Protein Retention in Hydrophobic Interaction Chromatography. J. of Chromatography A, 1043, 47-55.
145.	Olivera-Nappa, A., Lagomarsino, G., Andrews, B.A. and Asenjo, J.A., (2004) Effect of Electrostatic Energy on Partitioning of Proteins in Aqueous Two-Phase Systems, J. of Chromatography B, 807, 81-86.
146.	Andrews, B.A., Schmidt, A.S. and Asenjo, J.A., (2005) Correlation for the Partition Behaviour of Proteins in Aqueous Two Phase Systems: Effect of Surface Hydrophobicity and Charge. Biotechnol. Bioeng. 90, 380 – 390.
147.	Mahn, A., Zapata, G. and Asenjo, J.A., (2005) A theory of protein-resin interaction in hydrophobic interaction chromatography, J. of Chromatography A, 1066, 81-88.
148.	Salgado, C., Rapaport, I. and Asenjo, J.A., (2005) Is it possible to predict the average surface hydrophobicity of a protein using only its amino acid composition? J. of Chromatography A, 1075, 133-143.	
149.	Mahn, A. and Asenjo, J.A., (2005) Prediction of protein retention in hydrophobic interaction chromatography. Biotechnology Advances 23, 359 - 368.
150.	Salgado, C., Rapaport, I. and Asenjo, J.A (2005) Prediction of retention times of proteins in hydrophobic interaction chromatography using only their amino acid composition. J. of Chromatography A. 1098, 44-54.
151.	Ezquer, F., Núñez, M.T., Asenjo, J.A. and Israel, Y., (2006) Hereditary Hemochromatosis: an opportunity for gene therapy. Biol. Res., 39, 113-124.
152.	Salgado, C., Rapaport, I. and Asenjo, J.A. (2006) Predicting the behaviour of proteins in hydrophobic interaction chromatography, 1: using the hydrophobic imbalance (HI) to describe their surface amino acid distribution J. Chromatography A., 1107, 110-119.
153.	Salgado, C., Rapaport, I., and Asenjo, J.A. (2006) Predicting the behaviour of proteins in hydrophobic interaction chromatography, 2: using a statistical description of their surface amino acid distribution, J. Chromatography A. 1107, 120-129.
154.	Salazar, O.,  Basso, C., Barba, P., Orellana, C. and Asenjo, J.A. (2006) Improvement of the Lytic Properties of a beta-1,3-Glucanase by Directed Evolution. Molecular Biotechnology. 33, 211-220.
155.	Lienqueo, M.E., Mahn, A., Navarro, G., Perez-Acle, T., Salgado, J.C., Rapaport, I., Asenjo, J.A. (2006), New approaches for predicting protein retention time in hydrophobic interaction chromatography. J. Molec. Recog. 19, 260-9.
156.	Shene, C., Lucero, A., Andrews, B.A. and Asenjo, J.A (2006) Mathematical Modelling of Elution Curves for a Protein Mixture in Ion Exchange Chromatography and for the Optimal Selection of Operational Conditions. Biotechnol. Bioeng. 95, 704-713.
157.	Mahn, A., Lienqueo, M.E. and Asenjo, J.A. (2007) Optimal Operation Conditions for Protein Separation in Hydrophobic Interaction Chromatography. J. of Chromatography B. 849, 236-242.
158.	Lienqueo, M.E, Mahn A., Salgado, J.C. and Asenjo, J.A. (2007) Current insights on protein behaviour in hydrophobic interaction chromatography. Journal of Chromatography B. 849, 53-68.
159.	Asenjo, J.A., Ramirez, P., Rapaport, I., Aracena, J., Goles, E., and Andrews, B.A. (2007)  A Discrete Mathematical Model Applied to Genetic Regulation and Metabolic Networks. J. of Microbiology and Biotechnology 17, 496-510.
160.	Salazar O. and Asenjo J.A. (2007), Enzymatic lysis of microbial cells. Biotechnol Lett, 29, 985 – 994.
161.	Kaltenbrunner O., Giaverini O., Woehle D. and Asenjo J.A. (2007) Application of Chromatographic Theory for Process Characterization Towards Validation of an lon-Exchange Operation. Biotechnol.Bioeng., 98, 201-210.
162.	Parra L., Reyes F., Acevedo J.P., Salazar O., Andrews B., Asenjo J., (2008) Cloning and fusion expression of a cold-active lipase from marine Antarctic origin. Enzyme and Microbial Technology, 42, 371-377. 
163.	Asenjo, J.A. and Andrews, B.A. (2008) Challenges and Trends in Bioseparations, J. Chem Tech. Biotecnol.,  83,117–120
164. 	Acevedo, J.P., Reyes F., Parra, L., Salazar, O., Andrews, B.A. and Asenjo, J.A. (2008) Cloning of complete genes for novel hydrolytic enzymes from Antarctic sea water bacteria by use of an improved genome walking technique.  Journal of Biotechnology, 133, 277-286.
165.	Sepulveda, D.E., Andrews, B.A., Asenjo, J.A. and Papoutsakis, E.T. (2008) Comparative Transcriptional Analysis of Embryoid Body versus Two-Dimensional Differentiation of Murine Embryonic Stem Cells. Tissue Engineering. Part A, 14, 1603-1614.
166.	Salgado, C., Andrews B.A., Ortuzar, M.F. and Asenjo, J.A. (2008) Prediction of the partitioning behaviour of proteins in aqueous two-phase systems using only their amino acid composition.  Journal of Chromatography A,  1178, 134¬-144.
167.	Asenjo, J.A. and Andrews, B.A. (2009) Protein Purification using Chromatography: Selection of Type, Modelling, and Optimization of Operating Conditions. J. of Molecular Recognition. 22, 65-76
168.	Hold, C., Andrews, B. and Asenjo, J.A. (2009) A Stoichiometric Model  of Acidithiobacillus ferrooxidans ATTC 23270 for Metabolic Flux Analysis. Biotechnology and Bioengineering, 102, 1448-1459.
169.	Okoro, C.K., Brown, R,  Jones, A. L., Andrews, B., Asenjo, J.A., Goodfellow, M. and Bull, A. T. (2009) Diversity of culturable actinomycetes in hyper-arid soils of the Atacama Desert, Chile. Antonie van Leeuwenhoek International Journal of General and Molecular Microbiology, 95, 121-133.
170.	Lienqueo, M.E., Salgado, J.C., Giaverini, O., Asenjo, J.A. (2009) Computer-aided design to select optimal polypeptide tags to assist the purification of recombinant proteins. Separation and Purification Technology, 65, 86-94 
171.	Gerdtzen, Z.P., Salgado, J.C., Osses, A., Asenjo, J.A., Rapaport, I. and Andrews, B. (2009) Modeling heterocyst pattern formation in cyanobacteria. BMC Bioinformatics. 10 (Suppl 6):S16  
172.	Orellana, C.A., Shene, C. and Asenjo, J.A. (2009) Mathematical Modelling of Elution Curves for a Protein Mixture in Ion Exchange Chromatography Applied to High Protein Concentration. Biotechnol. Bioeng., 104, 572-581.
173.	Díaz, H., Andrews, B.A., Hayes, A., Castrillo, J., Oliver, S. and Asenjo, J.A. (2009) Global Gene Expression in Recombinant and Non-Recombinant Yeast Saccharomyces cerevisiae In Three Different Metabolic States. Biotechnology Advances. 27, 1092-1117. 
174.	Contador, Carolina A., Rizk, Matthew L., Asenjo, J.A. and Liao, James C. (2009) Ensemble modeling for strain development of  L-lysine-producing Escherichia coli. Metabolic Engineering,  11, 221-233.
175.	Lienqueo, M.E., Shene, C. and Asenjo, J.A. (2009) Optimization of hydrophobic interaction chromatography using a mathematical model of elution curves of a protein mixture. J. Molec. Recognit. 22, 110-120
176.	Martinez, V., Gerdtzen, Z.P., Andrews, B.A. and Asenjo, J.A. (2010) Viral Vectors for the Treatment of Alcoholism: use of Metabolic Flux Analysis for Cell Cultivation and Vector Production. Metabolic Engineering, 12, 129-137
177.	Olivera, A., Picioreanu, C. and Asenjo, J.A. (2010) Non-Homogeneous Biofilm Modeling Applied to Bioleaching Processes. Biotechnol. Bioeng, 106, 660-676 
178.	Andrews, B.A. and Asenjo, J.A. (2010) Theoretical and Experimental Evaluation of Hydrophobicity of Proteins to Predict their Partitioning Behaviour in Aqueous Two Phase Systems: a Review. Separation Science and Technology. 45,  2165-2170
179.	Sepúlveda, D.E., Andrews, B.A., Papoutsakis, E.T. and Asenjo, J.A. (2010) Metabolic Flux Analysis of Embryonic Stem Cells Using Three Distinct Differentiation Protocols and Comparison to Gene Expression Patterns. Biotechnol. Prog., 26, 1222-1229
180.	Merino,  M.P. Andrews, B.A. and Asenjo, J.A. (2010) Stoichiometric Model and Metabolic Flux Analysis for Leptospirilum ferrooxidans. Biotechnol. Bioeng., 107, 696-706.
181.	Sandoval, G., Shene, C., Andrews, B.A. and Asenjo, J.A. (2010) Extension of the Selection of Protein Chromatography and the Rate Model to Affinity Chromatography. J. of Molecular Recognition, 23, 609-617.
182.	Tan Y., Rivera L., Contador C., Asenjo J.A. and Liao J. (2011) Reducing the Allowable Kinetic Space by Constructing Ensemble of Dynamic Models with the Same Steady-State Flux. Metabolic Engineering, 13, 60-75.
183.	Lienqueo, ME., Shene, C., Quiroga, A., Salazar, O., Salgado, J.C. and Asenjo, J.A. (2010) Experimental Validation of the Predictions of a Mathematical Model for Protein Purification and Tag Selection. Separation Science and Technology, 45, 2153-2164.
184.	Olivera, A., Andrews, B.A. and Asenjo, J.A. (2011) Mutagénesis Objective Search and Selection Tool (MOSST): an algorithm to predict structure-function related mutations in proteins. BMC Bioinformatics, 12, 122, 1-22
185.	Asenjo, J. A. and Andrews, B. A. (2011) Aqueous Two-Phase Systems for Protein Separation: A perspective.  Journal of Chromatography A., 1218, 8826-8835.
186.	Rateb, M.E., Houssen, W.E., Arnold, M., Abdelrahman, M.H., Deng, H., Harrison, W.T.A., Okoro, Ch.K., Asenjo, J.A., Andrews, B.A., Ferguson, G., Bull, A.T., Goodfellow, M., Ebel, R. and Jaspars, M. (2011)  Chaxamycins A-D, Bioactive Ansamycins from a Hyper-arid Desert Streptomyces sp. Journal of Natural Products, 74, 1491-1499.
187.	Contador, C., Andrews, B., Liao, J., and Asenjo J.A. (2011) Identification of Transcription Factors perturbed by the Synthesis of High Levels of a Foreign Protein in Yeast Saccharomyces cerevisiae.  Biotechnol. Prog., 27, 925-936.
188.	 Rateb, M.E., Houssen, W.E., Harrison, W.T.A., Deng, H., Okoro, Ch.K., Asenjo, J.A., Andrews, B.A., Bull, A.T., Goodfellow, M., Rainer, E. and Jaspars, M. (2011) Diverse Metabolic Profiles of a Streptomyces Strain Isolated from a Hyper-arid Environment. Journal of Natural Products, 74, 1965-1971.
189.	Benavides, J., Rito-Palomares, M. and Asenjo J.A. (2011) Aqueous Two-Phase Systems. Comprehensive Biotechnology. Ed. C. Webb, Elsevier L.V., 2, 697-713, doi:10.1016/B978-0-08-088504-9 00124-0
190.	Nachtigall, J., Kulik, A., Helaly, S., Bull, A., Goodfellow, M., Asenjo, J.A., Maier, M., Wiese, J., Imhoff, J.F., Süssmuth, R. D. and Fiedler, H-P. (2011) Atacamycins A-C, 22-membered antitumor macrolactones produced by Streptomyces sp C38*, The Journal of Antibiotics, 64, 775-780.
191.	Asenjo, J.A. and Andrews, B.A. (2012) Aqueous  two-phase systems for protein separation: Phase separation and applications. J. Chromatography A. 1238, 1-10.
192.	Santhanam, R ., Okoro, Ch.K.,  Rong, X., Huang, Y., Bull, A.T.,  Andrews, B.A., Asenjo, J.A., Weon, H-Y. and Goodfellow, M. (2012) Streptomyces deserti sp. Nov., isolated from hyper-arid Atacama Desert soil. Antonie van Leeuwenhoek, 101, 575-581.
193.	Mayolo-Deloisa, K., Lienqueo, ME, Andrews, B.A., Rito-Palomares, M. and Asenjo, J.A. (2012) Hydrophobic Interaction Chromatography for Purification of MonoPEGylated RNase A. J. Chromatography A. 1242, 11-16.
194.	Santhanam, R., Okoro, Ch.K., Rong, X., Huang, Y., Bull, A.T., Weon, H-Y, Andrews, B.A., Asenjo, J.A. and Goodfellow, M. (2012) Streptomyces atacamensis sp. nov., isolated from an extreme hyper-arid soil of the Atacama Desert. International Journal of Systematic and Evolutionary Microbiology, 62, 2680-2684.
195.	Moisset, P., Vaisman, D., Cintolesi, A., Urrutia, J., Rapaport, I., Andrews, B.A. and Asenjo, J.A. (2012) Continuous Modeling of Metabolic Networks with Gene Regulation in Yeast and In Vivo Determination of Rate Parameters. Biotechnol. Bioeng., 109, 2325-2339.
196.	Sandoval, G., Andrews, B. and Asenjo, J.A. (2012). Elution relationships to model affinity chromatography using a general rate model. J.of Molecular Recognition, 25, 571-579.
197.	Acevedo, J.P, Rodríguez, V., Saavedra, M., Muñoz, M., Salazar, O., Asenjo, J.A. and Andrews, B. (2013) Cloning, expression and decoding of the cold adaptation of a new widely represented thermolabile subtilisin-like protease. J. Applied Microbiology, 114, 352-363.   

198.	Santhanam, R., Rong, XY., Huang, Y., Andrews, B.A., Asenjo, J.A. and Goodfellow, M. (2013) Streptomyces bullii sp nov., isolated from a hyper-arid Atacama Desert soil. Antonie Van Leeuwenhoek International Journal of General and Molecular Microbiology, 103, 367-373. 
199.	Bull, A.T. and Asenjo, J.A. (2013) Microbiology of hyper-arid environments: recent insights from the Atacama Desert, Chile.  Antonie van Leeuwenhoek International Journal of General and Molecular Microbiology, 103, 1173-1179.
200.	Olivera-Nappa, A, Reyes, F, Andrews, B.A. and Asenjo J.A., (2013) Cold adaptation, Ca2+ dependency and autolytic stability are related features in a highly active cold-adapted trypsin resistant to autoproteolysis engineered for biotechnological applications. PLOS One, 8, e72355. 
201.	Cumsille, P., Asenjo, J.A. and Conca C., (2014) A novel model for biofilm growth and its resolution by using the hybrid immersed interface-level set method.  Computers and Mathematics with Applications, 67, 34-51.
202.	Rodríguez, V., Asenjo, J.A. and Andrews, B.A., (2014) Design and implementation of a high yield production system for  recombinant expression of peptides. Microbial Cell Factories, 13, 65
203.	Gossage, L., Pires, D.E.V., Olivera-Nappa, A., Asenjo, J., Bycroft, M., Blundell, T.L. and Eisen, T. (2014) An integrated computational approach can classify VHL missense mutations according to risk of clear cell Renal carcinoma. Human Molecular Genetics, 23, 5976-5988.
204.	Campodonico, M.A., Andrews, B.A., Asenjo, J.A., Palsson, B.O. and Feist, A.M.,(2014) Generation of an atlas for commodity chemical production in Escherichia coli and a novel pathway prediction algorithm, GEM_Path. Metabolic Engineering, 25, 140-158 .
205.	Parra, L.P., Espina, G., Devia, J., Salazar, O., Andrews, B.A., and Asenjo J.A., (2015) Identification of lipase encoding genes from Antarctic Seawater bacteria using degenerate primers: expression of a cold-active lipase with high specific activity. Enzyme and Microbial Technology, 68, 56-61.
206.	Merino, M.P., Andrews, B.A. and Asenjo, J.A. (2015) Stoichiometric Model and Flux Balance Analysis for a Mixed Culture of Leptospirillum ferriphilum and Ferroplasma acidiphilum. Biotechnol. Prog., 31, 307-315.
207.	Rodríguez, V., Lascani, J., Asenjo, J.A. and Andrews, B.A. (2015) Production of cell penetrating peptides in Escherichia coli using an intein-mediated system. Applied Biochem. Biotechnol., 175, 3025–3037.
208.	Castro, J.F., Razmilic, V., Gomez-Escribano, J.P., Andrews, B.A., Asenjo, J.A. and Bibb, M.J. (2015) Identification and Heterologous Expression of the Chaxamycin Biosynthesis Gene Cluster from Streptomyces leeuwenhoekii. Appl. Environm. Microbiol., 81, 1-12
209.	Contador, C. A., Shene, C., Olivera, A., Yoshikuni, Y., Buschmann, A., Andrews, B.A, and Asenjo, J.A. (2015), Analyzing redox balance in a synthetic yeast platform to improve utilization of brown macroalgae as feedstock. Metab. Engin. Comm., 2, 76-84.
210.	Gomez-Escribano, J.P., Castro,J.F., Razmilic, V., Chandra G., Andrews, B.A., Asenjo, J.A., and Bibb, M.J. (2015), The Streptomyces leeuwenhoekii genome: de novo sequencing and assembly in single contings of the chromosome, circular plasmid pSLE1 and linear plasmid pSLE2. BMC Genomics, 16, 485.
211.	Contador, C., Rodríguez, V., Andrews, B.A., Asenjo, J.A. (2015), Genome-scale reconstruction of Salinispora tropica CNB-440 metabolism to study strain-specific adaptation. Antonie van Leeuewenhoek,, 108, 1075-1090.
212.	Elsayed, S.S., Trusch, F., Deng, H., Raab, A., Prokes, I., Busarakam, K., Asenjo, J.A., Andrews, B.A., van West, P., Bull, A.T., Goodfellow, M., Yu, Y., Ebel, R., Jaspars, M. and Rateb, M. (2015), Chaxapeptin, a lasso peptide from the extremotolerant Streptomyces leeuwenhoekii strain C58 from the hyper-arid Atacama Desert. J. Organic Chemistry, 80, 10252-10260.
213.	Sandoval, G., Espinoza, D., Figueroa, N. and Asenjo, J.A. (2016) MILP reformulations for the design of biotechnological multi-product batch plants using continuous equipment sizes and discrete host selection. Comput. Chem. Eng., 84, 1-11.
214.	Campodonico, M.A., Vaisman, D., Castro, J.F., Razmilic, V., Mercado, F., Andrews, B.A., Feist, A.M., and Asenjo, J.A. (2016) Acidithiobacillus ferrooxidands’s comprehensive model driven analysis of the electron transfer metabolism and synthetic strain design for biomining applications. Metab. Engin. Comm., 3, 84-96.
215.	Merino, M.P., Andrews, B.A., Parada, P. and Asenjo, J.A. (2016) Characterization of Ferroplasma acidiphilum growing in pure and mixed culture with Leptospirilum ferriphilum. Biotechnol. Prog., 32, 1390-1396.
216.	Bull, A.T., Asenjo, J.A., Goodfellow, M. and Gomez-Silva, B. (2016) The Atacama Desert: Technical Resources and the Growing Importance of Novel Microbial Diversity. Annu. Rev. Microbiol., 70, 215-234. 
217.	Idris, H., Labeda, D.P, Nouioui, I., Castro, J.F., Montero-Calasanz, Bull,  A.T., Asenjo, J.A. and Goodfellow, M. (2017) Streptomyces aridus sp. Nov., isolated from a high altitude Atacama Desert soil and emended description of Streptomyces noboritoensis Isono et al. 1957. Antonie van Leeuewenhoek,, 110, 705-717.
218.	Acevedo, J.P., Reetz, M.T., Asenjo, J.A. and Parra, L.P. (2017) One-Step Combined focused epPCR and Saturation Mutagenesis for Thermostability Evolution of a New Cold-Active Xylanase. Enzyme Microb. Technol., 100, 60 – 70.

219.	Wichner, D., Idris, H., Houssen, W.E., McEwan, A.R., Bull, A.T., Asenjo, J.A., Goodfellow, M., Jaspars, M., Ebel, R. and Rateb, M.E. (2017) Isolation and anti-HIV-1 integrase activity of lentzeosides A-F from extremotolerant lentzea sp H45, a strain isolated from a high-altitude Atacama Desert soil. J. of Antibiotics, 70, 448-453.
220.	Idris, H., Nouioui, I., Asenjo, J.A., Bull, A.T. and Goodfellow, M. (2017) Lentzea chajnantorensis sp. Nov., an actinobacterium from a very high altitude Cerro Chajnantor gravel soil in northern Chile. Antonie van Leeuewenhoek,, 110, 795-802. 
221.	Sandoval, G., Espinoza, D., Figueroa, N. and Asenjo, J.A. (2017) Optimization of a biotechnological multiproduct batch plant design for the manufacture of four different products: a real case scenario. Biotechnol. Bioeng., 114, 1252-1263.
222.	Lucero, A.T., Mercado, S.A. , Sánchez, A.C., Contador, C.A., Andrews, B.A. and Asenjo, J.A. (2017) Purification of adenoviral vector serotype 5 for gene therapy against alcoholism using anion exchange chromatography. J. Chem. Technol. Biotechnol., 92, 2445-2452.
223.	Idris, H., Goodfellow, M., Sanderson, R., Asenjo, J.A. and Bull, A.T. (2017) Actinobacterial rare biospheres and dark matter revealed in habitats of the Chilean Atacama desert. Nat. Scient. Reports, 7,8373, 1-11.  
224.	Mejía-Manzano, L.A., Lienqueo, M.E., Escalante-Vázquez, E.J., Rito-Palomares, M., Asenjo, J.A. (2017) Optimized purification of mono-PEGylated lysozyme by Heparin Affinity Chromatography using Response Surface Methodology. J. Chem. Technol. Biotechnol., 92, 2554-2562.
225.	Mejía-Manzano, L.A., Sandoval, G, Lienqueo, M.E., Moisset, P., Rito-Palomares, M., Asenjo, J.A. (2018) Simulation of mono-PEGylated lysozyme separation in Heparin Affinity Chromatography using a General Rate Model. J. Chem. Technol. Biotechnol., 93, 1980-1987.
226.	Sanchez, A.C., Chengwen, L., Andrews, B.A., Asenjo, J.A., Samulski, R.J. (2018) AAV gene therapy for alcoholism: Inhibition of mitochondrial Aldehyde dehydrogenase enzyme expression in Hepatoma cells. Human Gene Therapy, 28, 717-725.
227.	Bull, A.T., Idris, H., Sanderson, R., Asenjo, J.A, Andrews B.A., and Goodfellow, M. (2018) High altitude, hyper-arid soils of the Central-Andes harbour mega-diverse communities of Actinobacteria. Extremophiles, 22, 47-57.
228.	Abdelkader, M.S.A.,Philippo, T., Asenjo, J.A., Bull, A.T., Goodfellow, M., Ebel, R., Jaspars, M. and Rateb, M.E. (2018) Asenjonamides  A-C, antibacterial metabolites isolated from Streptomyces Asenjonii strain KNN 42.f from an extreme-hyper arid Atacama Desert soil. Journal of Antibiotics, 71, 425-431.
229.	Razmilic, V., Castro, J.F., Andrews, B.A. and Asenjo, J.A. (2018) Analysis of metabolic  networks of Streptomyces leeuwenhoekii C34 by means of a genome scale model: prediction of medications that enhance the production of specialised metabolites. Biotechnol. Bioeng.,115, 1815-1828.
230.	Saavedra, J.M., Azocar, M.A., Rodriguez, V., Ramirez-Sarmiento, C., Andrews, B.A., Asenjo, J.A. and Parra, L. (2018) Relevance of local flexibility near the active site for enzymatic catalysis: Biochemical characterization and engineering of cellulase Cel5A from Bacillus agaradherans. Biotechnology J., 13, 1700669.
231.	Carro, L., Razmilic, V., Nouioui, I.,Richardson, L., Pan, C., Golinska, P., Asenjo, J.A., Bull, A.T, Klenk, H.P. and Goodfellow, M. (2018) Hunting for cultivable Micromonospora strains in soils of the Atacama Desert. Antonie van Leeuewenhoek, 111, 1375-1387.
232.	Castro, J.F., Razmilic, V., Gomez-Escribano, J.P., Andrews, B.A., Asenjo, J.A. and Bibb, M. (2018), The ‘gifted’ actinomycete Streptomyces leeuwenhoekii,. Antonie van Leeuewenhoek, 111, 1433-1448.
233.	Razmilic, V., Castro, J.F., Marchant, F., Asenjo, J.A. and Andrews, B.A. (2018), Metabolic modelling and flux analysis of microorganisms from the Atacama Desert used in biotechnological processes. Antonie van Leeuewenhoek, 111, 1479-1491.
234.	Idris, H., Nouioui,I., Pathom-aree, W., Castro, J.F., Bull, A.T., Andrews, B.A., Asenjo, J.A. and Goodfellow, M. (2018) Amycolatopsis vastitatis sp. nov., an isolate from a high altitude subsurface soil on Cerro Chajnantor, northern Chile. Antonie van Leeuewenhoek, 111, 1523-1533.
235.	Castro, J.F., Nouioui, I., Sangal, V., Trujillo, M.E., Montero-Calasanz, M.C.,  Rahmani, T., Bull, A.T., Asenjo, J.A., Andrews, B.A., Goodfellow, M. (2018) Geodermatophilus chilensis sp. nov., from soil of the Yungay core-region of the Atacama Desert, Chile. Systematic and Applied Microbiol., 41, 427-436.
236.	Castro, J.F., Nouioui, I., Sangal, V., Choi, S., Yang, S.J., Kim, B.Y., Trujillo, M., Riesco, R., Montero-Calasanz, M.C., Rahmani, T.P.D., Bull, A.T., Sutcliffe, I.C.,  Asenjo, J.A., Andrews, B.A., Goodfellow, M. (2018) Blastococcus atacamensis sp. nov., a novel strain adapted to life in the Yungay core region of the Atacama Desert. Int. J. Systematic and Evolutionary Microbiology, 68, 2712-2721.
237.	Shene, C., Asenjo, J.A. and Chisti, Y. (2018) Metabolic modelling and simulation of the light and dark metabolism of Chlamydomonas reinhardtii. The Plant Journal, 96, 1076-1088.
238.	Contador, C.A., Rodriguez, V., Andrews, B.A. and Asenjo, J.A. (2019) Use og genome-scale models to get new insights into the marine actinomycete genus Salinispora. BMC Systems Biology, 13, 11.
239.	Sanchez, A., Ravanal, M.C., Andrews, B.A. and Asenjo, J.A. (2019) Heterologous expression and biochemical characterization of a novel cold-active α-amylase from the Antarctic bacteria Pseudoalteromonas sp. 2-3. Protein Expression and Purification, 155, 78-85.
240.	Carro, L., Castro, J.F., Razmilic, V., Nouioui, I., Pan, C., Igual, J.M., Jaspars, M., Goodfellow, M., Bull, A.T. and Klenk, H.P. (2019) Uncovering the potential of novel micromonosporae isolated from an extreme hyper-arid Atacama Desert soil. Nature Scient. Reports, 9, 4678.
241.	Cortes-Albayay, C., Silber, J., Imhoff, J.F., Asenjo, J.A., Andrews, B., Nouioui, I and Dorador, C. (2019) The Polyextreme Ecosystem, Salar de Huasco at the Chilean Altiplano of the Atacama Desert Houses Diverse Streptomyces spp. with Promising Pharmaceutical Potentials, Diversity, 11, 69.
242.	 Cortés-Albayay C, Dorador C, Schumann P, Andrews B, Asenjo J, Nouioui I. (2019) Streptomyces huasconensis sp. nov., an haloalkalitolerant actinobacteria isolated from a high altitude saline wetland at the Chilean Altiplano. Int. J. Syst. Evol. Microbiol. (in press).
243.	 Cortés-Albayay C, Dorador C, Schumann P, Schniete J K, Herron P, Andrews B, Asenjo J, Nouioui I. (2019) Streptomyces altiplanensis sp. nov., an alkalitolerant species isolated from Chilean Altiplano soil, and emended description of Streptomyces chryseus (Krasil’nikov et al. 1965) Pridham 1970. Int. J. Syst. Evol. Microbiol. (in press).

### Libros publicados
Juan Asenjo ha editado y publicado 5 libros, de los cuales 3 corresponden a artículos de congresos.
1. Asenjo, J.A. and Hong, J. (1986). Separation, Recovery and Purification in Biotechnology: Recent Advances and Mathematical Modelling. 1st ed. Washington: ACS Books.
2. Asenjo, J.A. (1990). Separation Processes in Biotechnology. New York: Marcel Dekker.
3. Asenjo, J.A. and Merchuk, J.C. (1995). Bioreactor System Design. New York: Marcel Dekker.
4. Asenjo, J.A. and Andrews, B.A. (1996). Recombinant DNA Biotechnology 3: The Integration of Biological and Engineering Sciences. New York: Ann. Acad. Sciences.
5. Asenjo, J. (1998). 10th International Conference on Partitioning in Aqueous Two-Phase Systems. Lecture.